# Microbiologia de alimentos

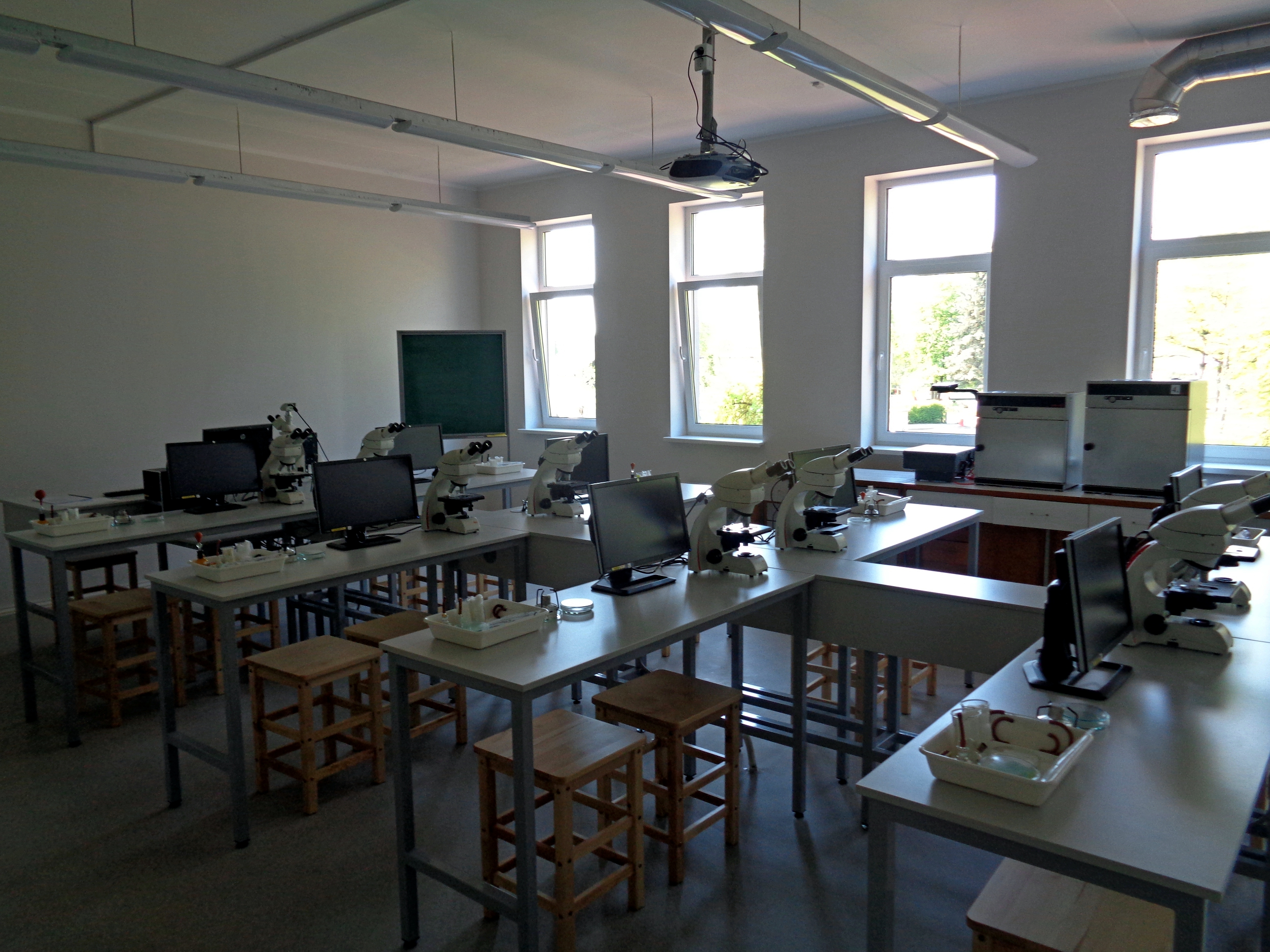
Laboratório de Microbiologia de Alimentos, Faculdade de Tecnologia de Alimentos, Universidade Letónia de Agricultura.

Microbiologia de alimentos são os microrganismos que habitam, crescem e contaminam os alimentos. os de maior importância neste estudo são os que causam a deterioração dos alimentos. Contudo, microrganismos benéficos tais como os probióticos estão a tornar-se importantes na ciência dos alimentos. Além disso, os microrganismos são essenciais para a produção de alimentos como queijo, iogurte, coalhada, picles, pão, cerveja, vinho e um grande número de outros alimentos e bebidas.

## Deterioração de alimentos e infecções alimentares

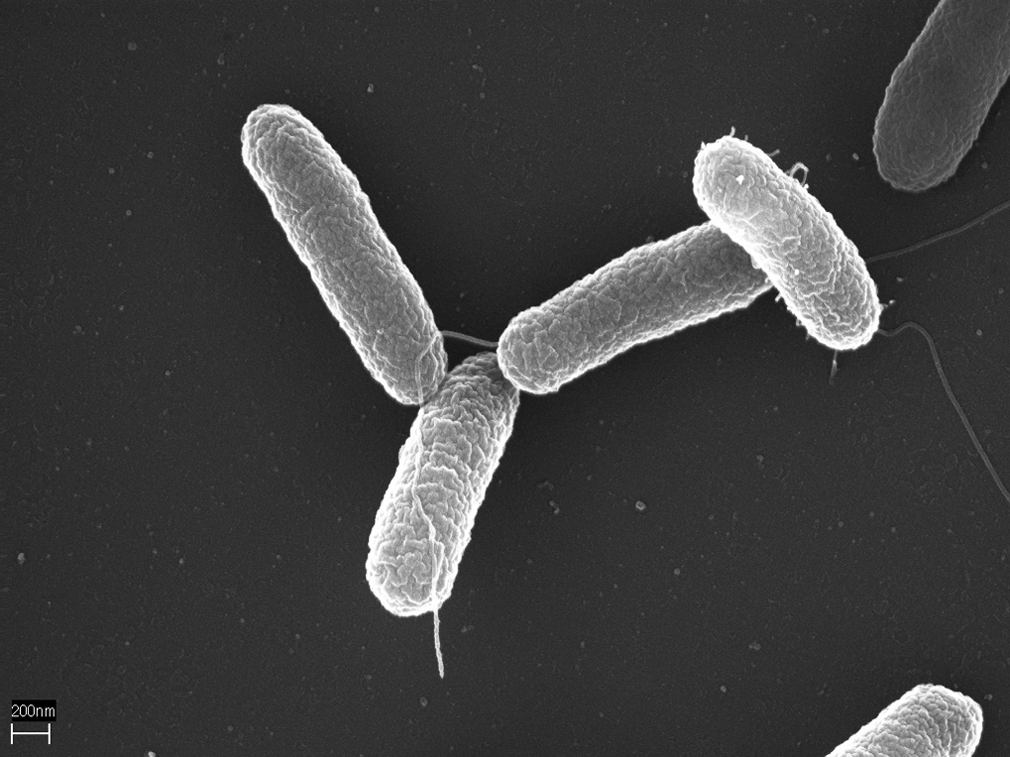
Cultivo de Salmonella, um dos contaminantes mais habituais nos alimentos.

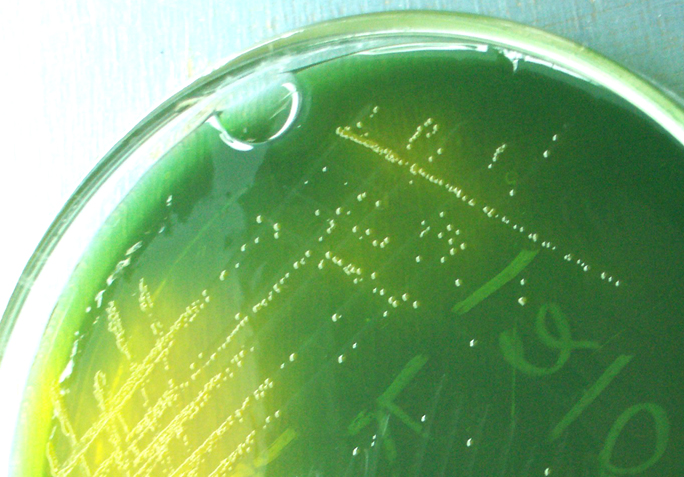
Cultivo de Vibrio cholerae em ágar TCBS.

A deterioração dos alimentos é um processo natural que ocorre devido à ação de micro-organismos (tais como protozoários, fungos, bactérias e vírus), enzimas e reações químicas, resultando em alterações sensoriais, como mudanças de cor, textura, odor e sabor, que tornam o alimento impróprio para o consumo. 
Isso ocorre devido a composição rica e complexa dos alimentos, que proporciona aos micro-organismos condições favoráveis para sua reprodução.
essas composições em grande parte possuem   principalmente água, proteínas, lipídios e carboidratos, além de outros elementos essenciais como sais minerais, vitaminas e ácidos nucléicos.
Os micro-organismos assim como nós seres humanos tem a capacidade de utilizar apenas uma parte significativa desses componentes, e isso torna os alimentos ambientes ideais para a multiplicação desses organismos.
Bactérias
É um dos grupos mais conhecidos e numerosos. Podem ser deteriorantes, quando causam alterações nas propriedades sensoriais (cor, cheiro, sabor, textura, viscosidade etc.) ou patogênicas, que são as que causam doenças. Um grande número de espécies de bactérias são conhecidas como patogênicas, entre estas destacam-se: Salmonella typhi, Bacillus cereus, Clostridium botulinum, Clostridium perfringens, Vibrio cholerae, Vibrio parahaemolyticus.
Fungos
Eles são, de maneira geral, divididos em fungos filamentosos bolores e leveduras que são organismos eucariotos heterotróficos, (não são capazes de produzirem seu próprio alimento) que aparecem, desenvolvem e se decompõem em matéria orgânica. Sua incidência é mais frequente em alimentos com baixo teor de água e/ou alta proporção de lipídios, como amêndoas e castanhas, por exemplo. Os fungos representam os principais perigos biológicos nesses alimentos. O risco associado reside na produção de micotoxinas (Micotoxinas são substâncias químicas tóxicas produzidas por fungos) por certas espécies.
Essas substâncias, quando ingeridas, acumulam-se no organismo, causando uma série de transtornos, que vão desde danos ao fígado até o desenvolvimento de alguns tipos de câncer.
Fungos frequentes:
Os fungos filamentosos mais frequentes contaminando alimentos são
Aspergillus spp; Penicillium spp, Absidia spp; alternaria spp; Cladosporium spp;
Micelia sterilia; Mucor spp; Paecylomyces sp.
Vírus
Em sua maior parte, o grupo de microrganismos mais associados aos perigos biológicos são as bactérias e os fungos. Contudo, atualmente tem se dado maior destaque a vírus, como o caso da febre aftosa ou da gripe aviária.

## Produção de alimentos por fermentação
Uma grande quantidade de alimentos são produzidos através de algum processo fermentativo, ou seja, são produzidos através do uso de microrganismos.

### Fermentação
A Fermentação é um método largamente utilizado para a produção de alimentos. As leveduras e em especial, a Saccharomyces cerevisiae, é usada na produção de pão, cerveja, vinho, aguardente assim como a grande maioria das bebidas alcoólicas. Certas bactérias, como as bactérias lácticas, são usadas na produção de coalhada, iogurtes, queijos, picles, chucrute, salame, kimchi entre outras. Um efeito comum dessas fermentações é que estes alimentos tornam-se menos atrativos para outras espécies de microrganismos, incluindo os patogênicos e deteriorantes sendo considerado, deste modo um método de conservação de alimentos.
A fermentação de alimentos é uma técnica usada pelo homem desde a antiguidade. Estes alimentos são melhorados em sabor, aroma, textura e, em alguns casos, elevar a digestibilidade e prover benefícios à saúde. Para vegetarianos esses alimentos servem como um palatável e substituto de proteína de origem animal.
Algumas variedades de queijo necessitam de bolores e outros microrganismos para maturar e desenvolver suas características de aromas.
A culinária asiática é rica em alimentos fermentados. Em particular são usadas as espécies Aspergillus oryzae e Aspergillus sojae, algumas vezes chamadas de bolores koji que são empregados de diferentes formas.Suas enzimas hidrolíticas os permitem crescer em amido e em outras matérias-primas ricas em carboidratos. No processo koji, as enzimas fúngicas possuem o mesmo papel das enzimas malteantes usadas na produção de cerveja. O mofo  koji libera amilases que quebram o amido de arroz, que por sua vez, pode ser fermentado para fazer vinho de arroz. Bebidas fermentadas de arroz têm numerosas variações locais e nomes dependendo do país e região. Vinho de arroz é chamado shaoxing em partes da China, saquê no Japão, takj  ou yakju na Coreia, bem como por muitos outros nomes em toda a Ásia. Os mofos koji também são eficazes em uma variedade de fermentações de leguminosas dos quais  miso e molho de soja são os mais conhecidos. Miso é uma mistura de soja e cereais normalmente usados para dar sabor a sopas. Molho de soja é um saboroso molho salgado feito de soja que foi fermentado por fungos koji e leveduras, bem como várias bactérias halófilas. Outros nomes para o molho de soja incluem jiangyou (China), makjang e kanjang (Coréia), toyo (Filipinas) e siiu (Tailândia) 
.
1. OS MICRORGANISMOS E A FERMENTAÇÃO DE PÃES
A fermentação de pães, assim como outros tipos utilizados na produção de alimentos, é um processo natural, resultante da ação de micro-organismos presentes no próprio ambiente, ingredientes e manipuladores. Ela transforma produtos em outros, dá sabor e também possibilita a conservação.
A mistura de farinha e água, rica em amidos, formas complexas de açúcares, são consumidos por leveduras e bactérias, que os utilizam como fonte de energia. Como resultado de seu metabolismo, gases e outros compostos voláteis dão volume, textura, aroma, sabor e cor aos pães.
A principal levedura responsável, é o Saccharomyces cerevisiae, com características especiais, que favorecem seu uso amplo. Entre elas está sua alta capacidade de produção de gases que favorece o volume do pão, entre outras.
Todavia, existem outros micro-organismos como as bactérias acido láticas, que também fazem a fermentação do leite e podem estar presentes, por exemplo, no fermento natural.
A fermentação natural, também conhecida como massa azeda, acontece a partir de uma mistura de farinha e água, ocorrendo a fermentação a partir das bactérias ácido-láticas, que se desenvolve principalmente em substrato de cereais. Essa ação pode ter sido um dos primeiros processos microbiológicos empregados pelo homem e ocasionou o uso de massa fermentada para panificação. Essa massa fermentada caracteriza-se por sabor ácido, aroma e aumento de volume devido à formação de gás.
Na fermentação, as leveduras produzem etanol e dióxido de carbono, esse é retirado na rede de glúten com formação de alvéolos no miolo do pão, e as bactérias convertem esse etanol em ácido orgânico. Os ácidos produzidos auxiliam no sabor, na formação da rede de glúten e ampliam a retenção de gás.
2.OS MICRORGANISMOS E A FERMENTAÇÃO DO IOGURTE
Para a produção de um iogurte de qualidade, a etapa de seleção de matérias-primas é primordial, isto é, assegurar-se em relação a excelência do leite. 
Mistura:
Uniformização do leite na quantidade de gordura ideal e incorporação de todos os componentes em um reservatório selado, que impede a penetração de microrganismos indesejados.
Homogeneização:
Durante a homogeneização, o leite é submetido a alta pressão, passando por um equipamento que fragmenta as gotículas de gordura em tamanho uniforme. Esse processo facilita a incorporação de outros ingredientes, como frutas ou aromatizantes, proporcionando um iogurte com sabor e textura consistentes.
Pasteurização:
Durante a pasteurização do leite destinado à produção de iogurte, ele é aquecido a uma temperatura entre 70°C e 85°C por um período de tempo que varia de acordo com as regulamentações locais e as práticas da indústria. Esse aquecimento é suficiente para destruir bactérias indesejadas, tornando o leite seguro para consumo.
Fermentação:
As bactérias são adicionadas ao leite e o processo de fermentação lática se inicia. As bactérias consomem a lactose, produzindo ácido lático e dando sabor e textura ao iogurte.
Resfriamento:
O iogurte é resfriado para interromper o processo de fermentação e estabilizar a consistência.
Embalagem:
O iogurte resfriado é então transferido para recipientes individuais, prontos para serem vendidos e consumidos.
3.  FERMENTAÇÃO DA CERVEJA:
Como ocorre a fermentação da cerveja?
A fermentação está presente no processo de fabricação de grande parte das bebidas alcoólicas e é mais simples do que se pode imaginar.
O processo é natural, no qual os açúcares são transformados em álcool pelas leveduras, que são organismos unicelulares pertencentes ao reino dos fungos.
As leveduras responsáveis pela fermentação podem estar no próprio ambiente, ou, como é mais comum, serem adicionadas pelo próprio cervejeiro no momento propício para o desenvolvimento dos microrganismos no mosto.
Essa escolha vai depender do tipo de fermentação e do processo de fabricação.
O processo de fermentação da cerveja é fundamental para a produção dessa bebida tão apreciada. Aqui está uma breve explicação do processo:
1. Preparação do Mosto: O processo começa com a preparação do mosto, que é uma mistura de água, malte de cevada e outros grãos. Esse mosto é aquecido para extrair os açúcares do malte.
2. Adição de Lúpulo: Após a extração dos açúcares, o mosto é fervido e o lúpulo é adicionado para dar amargor, aroma e sabor à cerveja.
3. Resfriamento: Após a fervura, o mosto é resfriado rapidamente para a temperatura ideal de fermentação.
4. Inoculação de Levedura: Quando o mosto atinge a temperatura adequada, a levedura é adicionada. A levedura consome os açúcares presentes no mosto e produz álcool e dióxido de carbono como subprodutos.
5. Fermentação: Durante a fermentação, que pode durar alguns dias a algumas semanas, a levedura converte os açúcares em álcool e outros compostos que contribuem para o sabor da cerveja.
6. Maturação: Após a fermentação principal, a cerveja passa por um processo de maturação em que sabores indesejados são eliminados e os sabores desejados se desenvolvem.
7. Envase e Carbonatação: Por fim, a cerveja é envasada em garrafas ou barris e pode passar por um processo adicional de carbonatação antes de estar pronta para consumo.
4.MÉTODOS DE FERMENTAÇÃO DA CERVEJA
Há quatro principais métodos de fermentação de cerveja: alta, baixa, mista e espontânea, categorizados de acordo com o tipo de levedura empregada e outros fatores como temperatura 
e tanque de fermentação. Essas variações contribuem para características únicas nas cervejas, e são fundamentais para a distinção entre as famílias de estilos cervejeiros, como Ale, Lager e Lambic.
Alta Fermentação (Ale):
São cervejas feitas com leveduras que agem na parte de cima do líquido durante a fermentação. Essas leveduras em flocos sobem até a superfície do tanque à medida que o processo ocorre, por isso são chamadas de cervejas de "fermentação de superfície". Para que isso aconteça, duas coisas importantes são necessárias: a temperatura certa para a fermentação e o tipo de levedura usada. Na fermentação de alta, a cerveja é fermentada em temperaturas entre 16 e 24 graus, e o processo dura de 3 a 8 dias, sendo rápido. Geralmente, essas cervejas têm cheiros frutados porque a temperatura mais alta durante a fermentação faz com que álcoois e ésteres se formem, dando esses aromas à bebida. 
Baixa Fermentação (Lager):
Nas cervejas de baixa fermentação, as leveduras se acumulam no fundo do tanque enquanto fermentam. Ao contrário da alta fermentação, esse processo ocorre em temperaturas mais baixas, entre 5º e 10ºC. Isso faz com que as leveduras trabalhem mais devagar e liberem dióxido de carbono mais lentamente. Além disso, essas cervejas levam mais tempo para fermentar, cerca de 10 a 14 dias. Essas cervejas têm a vantagem de manter melhor seu sabor ao longo do tempo em comparação com as de alta fermentação. Porém, geralmente têm menos álcool devido às leveduras usadas. As lagers, por exemplo, são consideradas mais refrescantes e leves que as ales. Elas têm aromas mais suaves e limpos, provenientes dos ingredientes básicos da cerveja, sem os sabores frutados e picantes das ales. As lagers são mais suaves e destacam os sabores do malte.
Fermentação Espontânea:
A fermentação espontânea, também conhecida como fermentação natural, é feita apenas com leveduras e bactérias que ocorrem naturalmente. Elas podem vir de frutas, cascas de árvores, malte ou do ambiente ao redor, até mesmo do ar. Nenhum microorganismo é adicionado ao mosto durante esse processo. Nesse tipo de fermentação, as leveduras e bactérias agem principalmente na superfície, como acontece com as Ales. O processo é bastante lento, podendo levar até dois anos, e ocorre em temperatura ambiente. As cervejas feitas dessa forma têm sabores únicos e especiais, com notas frutadas e um toque ácido distintivo.
Fermentação Mista:
A fermentação mista acontece quando mais de um tipo de fermentação ocorre ao mesmo tempo. Pode envolver diferentes cepas de levedura, como as alcoólicas e as lácticas, combinando a fermentação clássica (alta ou baixa) com leveduras "selvagens". Esse processo não segue muitas regras definidas e pode resultar em uma variedade de sabores, especialmente ácidos e frutados. A fermentação mista costuma ser mais demorada, já que as bactérias podem levar mais tempo para metabolizar os açúcares do mosto. No entanto, o resultado é uma cerveja com sabores complexos e uma riqueza de sabor única. 
Fermentação Aberta:
Na fermentação aberta, o tanque fica sem tampa para que o mosto e a cerveja possam ficar expostos ao ar. Diferentemente da fermentação espontânea, aqui é possível adicionar leveduras diretamente ao mosto. O objetivo principal do fermentador aberto é conduzir a primeira fase da fermentação, chamada de fermentação principal. Durante essa etapa, a maioria dos açúcares é transformada em álcool pela atividade das leveduras presentes. A temperatura de fermentação varia de acordo com o tipo de levedura utilizada: entre 6 °C e 12 °C para cervejas de fermentação baixa e entre 15 °C e 24 °C para cervejas de fermentação alta. 
Fermentação híbrida:
Na fermentação híbrida, diferentes tipos de leveduras são usados juntos para fermentar o mosto da cerveja. Normalmente, uma levedura de cerveja ale, que trabalha melhor em temperaturas mais altas, é combinada com uma levedura de cerveja lager, que prefere temperaturas mais baixas. Isso permite que a cervejaria controle melhor os sabores que se desenvolvem durante a fermentação, criando características únicas na cerveja. Por exemplo, podem surgir notas frutadas da levedura ale e um final limpo da levedura lager.
RESUMINDO:
O objetivo do trabalho é apresentar o processo de fermentação da cerveja, pães iogurtes e seus microbiotas. Conclui-se que todo processo de fermentação dos microrganismos, independentemente de sua origem, libera fonte de calor. O processo de glicose que é comum na fermentação que produz o ácido pirúvico que nomeio celular é encontrado em forma de piruvato que é um intermediário reduzido o NADH. Com o estudo apresentado acima, foi visto que, a fermentação alcoólica (catabolismo anaeróbico) oferece energia em forma de ATP e outros compostos para produção do etanol, os principais ingredientes que fazem parte da fabricação da cerveja são: lúpulo, malte, água e leveduras. As leveduras contribuem extraídas dos cerais em álcool e gás carbônico. Mesmo com as mais 1500 espécies de espécies de leveduras, os microrganismos presentes nas cervejas são Saccharomyces Carlsbergensis ou Saccharomyses Pastorianus. A cerveja não proporciona o desenvolvimento de microrganismo por causa do pH, o componente álcool, baixa concentração de O2. No entanto é possível que tenha uma contaminação por bactérias Gram-positivas e Gram-negativas, e leveduras selvagens possam alterar o produto final com compostos que mudam o aroma e sabor, causando prejuízo a fabricas de cerveja. Pelas bactérias Gram-positivas, elas alteram a cerveja a partir do ácido lático pertencentes aos gêneros Lactobacillus spp e Pediococcus spp, são eles responsáveis pela deterioração da cerveja, e as dos gêneros Megasphaera e Pectinatus que fazem parte da família Acidaminococcaceae, são importantes na indústria de cervejaria.

### Probióticos
O início preciso da conscientização humana sobre a presença e o papel dos microrganismos nos alimentos precedeu o estabelecimento da bacteriologia ou microbiologia propriamente dita. A era que antecedeu a bacteriologia pode ser denominada de pré-científica e pode ser dividida em dois períodos marcantes: o período de coleta de alimentos e o período de produção de alimentos. Certos microrganismos habitam o corpo humano sadio como passageiros benignos no caso da flora normal e até como participantes de funções do corpo. As bactérias, por exemplo, têm uma função na degradação do conteúdo intestinal. É comum associar os microrganismos à patogenicidade, contudo, não se deve esquecer que existem espécies que por suas características fisiológicas e genéticas auxiliam a fisiologia humana.
Probióticos são microrganismos vivos que quando consumidos promovem benefícios à saúde além de suas propriedades nutricionais inerentes. Existem crescentes evidências da ação destes microrganismos em infecções gastrointestinais, síndrome do intestino irritável e doença do intestino inflamado. Um conceito mais recente de probióticos é utilizada pela Organização de Agricultura e Alimentos, como sendo “microrganismos vivos, que quando administrados em quantidades adequadas, conferem benefício à saúde do hospedeiro” 
Sendo assim, os Lactobacillus constituem tipos de bastonetes Gram positivos, catalase negativos, não formadores de esporos, imóveis, e de tamanho variado, sendo algumas espécies em forma de pequenos cocobacilos. A L. delbrueckii subsp. bulgaricus, podem formar bastonetes regulares ou longos espirais e a L. curvatus, cujas células são curvas, também têm forma de espirais.
A maioria das bactérias do gênero Lactobacillus crescem sob condições anaeróbicas ou microaerófilas, sendo a temperatura ótima de crescimento variando entre 30 a 40°C, são acidúricos, crescendo em pH em 4,5. Contudo, a maioria não é capaz de utilizar oxigênio como aceptor de elétrons, porém diferem dos anaeróbios obrigatórios, pois são aerotolerantes, sendo capazes de crescer em presença de oxigênio.
A tolerância a acidez ou alcalinidade dos ambientes por estes microrganismos, deve-se ao fato de a célula ser mantida em pH mais próximo da neutralidade.
Estão presentes em fezes humanas e rúmen e ocorre na maioria dos vegetais, juntamente com outras bactérias láticas e em laticínios e são importantes em alimentos porque são utilizadas na indústria de laticínios e vegetais fermentados por apresentarem a capacidade de fermentar açúcares com produção de quantidade considerável de ácido lático, são ainda produtoras de gás e outros produtos voláteis; a maioria é termodúrica, sobrevivendo à pasteurização e outros processamentos térmicos e são úteis na determinação de vitaminas em alimentos, uma vez que são incapazes de sintetizá-las. 
Os Lactobacillus representam um dos gêneros originais de bactérias lácticas que são de grande importância em alimentos, sendo muitas delas reconhecidas como probióticas.
As espécies do gênero Lactobacillus são usadas para a produção de fermentados lácteos (iogurte, queijo, etc.), chucrute, picles, bebidas alcoólicas, chocolate e outros alimentos fermentados, assim como alimentação animal e silagem. Nos últimos anos muito interesse tem sido demonstrado na aplicação dessas bactérias como probióticos e seu potencial para prevenção de doenças em humanos e animais.
As espécies do gênero Bifidobacterium são considerados como importantes probióticos e são usados na indústria alimentícia para diminuir e tratar muitos distúrbios intestinais. As Bifidobactérias exercem amplos benefícios à saúde, incluindo a regulação da homeostase microbiana intestinal através da inibição de bactérias patogênicas que possam colonizar ou infectar a mucosa intestinal, da modulação da resposta imune local e sistêmica, da repressão da atividade enzimática da microbiota procariogênica, da produção de vitaminas, e da bioconversão de diversos compostos alimentares em moléculas bioativas.